# 3613 Kunlun
3613 Kunlun è un asteroide della fascia principale. Scoperto nel 1982, presenta un'orbita caratterizzata da un semiasse maggiore pari a 2,3693370 UA e da un'eccentricità di 0,0767712, inclinata di 7,41873° rispetto all'eclittica.
L'asteroide è dedicato alla catena montuosa cinese dei monti Kunlun.